# Aidegaxto
Aidegaxto, Aide-gaizto ou Lainogaixto est un génie de la mythologie basque qui forme et dirige les tempêtes. 
Ailleurs on le nomme Ortzi, Ostri, Urtzi ou Ortzilanoa.

## Étymologie

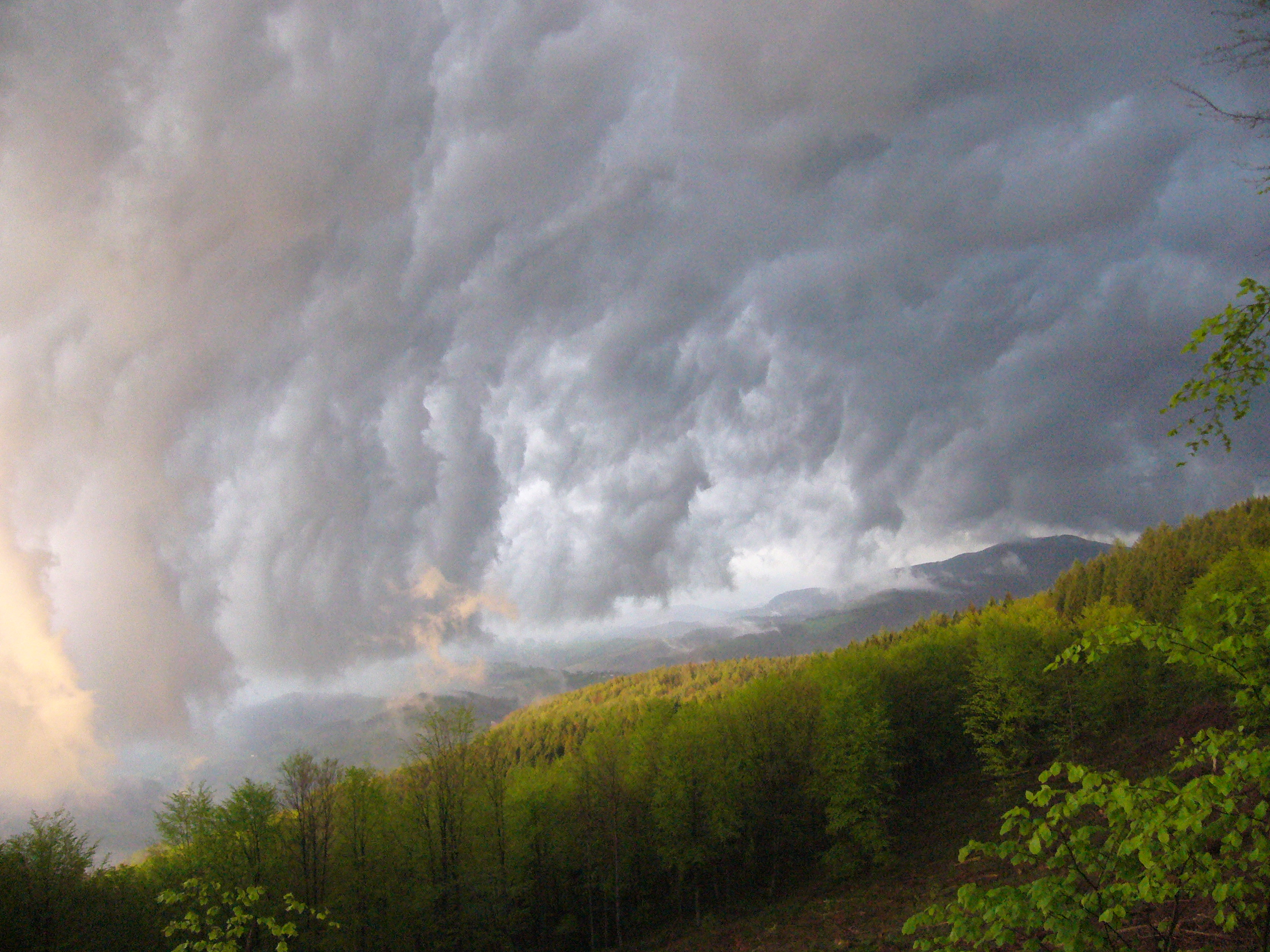
Les Basques ont toujours vu des images génies (ireluak) dans les formes de nuages lors des tempêtes. Début de la tempête dans l'Urola Kosta.

Aide-gaizto, littéralement « mauvais ciel » en basque. Contraction des mots aide (« ciel ») et gaizto (« méchant »). aide se prononce aïdé et gaizto gaïsto.
Ce nom d'Aidegaxto est une contraction des mots aide et gaizto. Le suffixe a désigne l'article : aidegaxtoa se traduit donc par « le mauvais ciel ».
Ortzia signifie le firmament, le ciel, la tempête en basque. Ortzilanoa (contraction de ortzi et laino + a (l'article) signifie: le nuage Ortzi. Pour dire le nuage d'Ortzi il faut ajouter le suffixe KO (article partitif) a ortzi. Ce qui donne, ortziko lainoa (le nuage d'Ortzi).

## Légendes et croyances
- En Lapurdi, on pense qu'Aide conduit les tempêtes.
- Des cierges bénis seront allumées pour calmer Aide-gaizto, des branches de laurier doivent être brûlées sur le porche de la maison, ou des feuilles d'aubépine blanche doivent être portées sur la tête lors des tempêtes[3].
- Une autre façon de se protéger des attaques d'Aidegaxto consiste à placer une hache sur la porte principale de la maison. Si la hache est en vieille pierre, c'est beaucoup mieux[3].
- D'autres protections sont de toujours placées à l'entrée principale de la maison, une croix faite de laurier, ou avec des bâtons de noisetier et de frêne, un brin d'aubépine blanche, un eguzki-lore.

Pour protéger un champ ou une botte de foin de la foudre, une faucille ou une faux doit être placée dessus.
La fixation d'une croix de laurier ou de branches d'arbres comme le noisetier, le frêne ou le pin sur la porte d'entrée a également été utilisé. Une procédure utilisait les influences magiques de l'herbe Rumex crispus, ou langue de vache. L'herbe était roulée sur le poignet de la main gauche du sorcier ou prestidigitateur en question, tandis que de la main droite il indiquait à Aidegaxto une direction à la pluie de l'orage pour sauver ses récoltes et son bétail, et s'en éloigner, ce sont des croyances à Zeanuri.
De telles coutumes ont également eu lieu à Aia, Ataun, Dorrao et Orendain, mais la géographie de ces coutumes, en plus de l'Euskal Herria, couvre presque toutes les Pyrénées et sont arrivées à nous jusqu'à nos jours.
On peut dire la même chose des cloches pour effrayer les génies de la tempête avec le son des cloches de nos ermitages et églises, ainsi que pour conjurer les orages.
Sur les toits des églises, la croix, la barre, les branches de laurier, etc. placés sur les paratonnerres, ils sont révélateurs d'un long processus qui va du paganisme au christianisme, mais toujours dans l'intention de protéger les gens, leur bétail et les récoltes des forces maléfiques de la tempête.
À Brañaseca, les gens allumaient une bougie bénie et plaçaient la pelle du four sur le toit, à côté d'une hache avec le tranchant vers le haut. Dans d'autres villages asturiens, des bougies tenebrarias sont allumées et du romarin et du laurier sont brûlés le dimanche des Rameaux.